# Districte d'Épernay
El districte d'Épernay és un dels cinc districtes amb què es divideix el departament francès del Marne, a la regió del Gran Est. Té 11 cantons i 184 municipis i el cap del districte és la sotsprefectura d'Épernay.

## Cantons
cantó d'Anglure - cantó d'Avize - cantó d'Ay - cantó de Dormans - cantó d'Épernay-1 - cantó d'Épernay-2 - cantó d'Esternay - cantó de Fère-Champenoise - cantó de Montmirail (Marne) - cantó de Montmort-Lucy - cantó de Sézanne